# Rungia parviflora
Rungia parviflora är en akantusväxtart. Rungia parviflora ingår i släktet Rungia och familjen akantusväxter.

## Underarter
Arten delas in i följande underarter:
- R. p. parviflora
- R. p. pectinata